# ルガルアンダ
ルガルアンダ（Lugalanda）は、古代メソポタミアの都市国家ラガシュを治めた王。

## 略歴
ルガルアンダはラガシュの高僧の息子で、父から王に指名された。この時代、ラガシュの高僧は非常に影響力を持ち、王位にも就いているか、王位に就く者を決定していた。聖職者、特に高僧は、ルガルアンダの治世中、強い影響力を保った。
ルガルアンダは、アダブの女王と取引のあった大地主の娘であるバラナムタッラと結婚した。
ルガルアンダの治世について記した全ての文書は、彼を裕福で堕落した王として記述しており、彼の治世は大いなる堕落と弱者に対する不正の時代だったとされている。碑文には、王は約650モルゲンの土地を没収したと書かれている。
9年間の治世の後、ルガルアンダはウルイニムギナに王位を追われた。